# Джерело № 3 (Підполоззя)
Джерело № 3 — гідрологічна пам'ятка природи місцевого значення. Об'єкт розташований на території Мукачівського району Закарпатської області, с. Підполоззя, ДП «Воловецьке ЛГ», Підполозьське лісництво, урочище «Майдан», квартал 25, виділ 5.
Площа — 0,5 га, статус отриманий у 1984 році (Рішення Закарпатського облвиконкому від 23.10.1984 р. № 253).
Охороняється джерело мінеральної води та прилегла територія. Вода вуглекисла, гідрокарбонатно-натрієво-кальцієва, загальна мінералізація - 3,5 г/л. Придатна для лікування захворювань органів травлення.